# Bombenanschlag in Istanbul am 7. Juni 2016

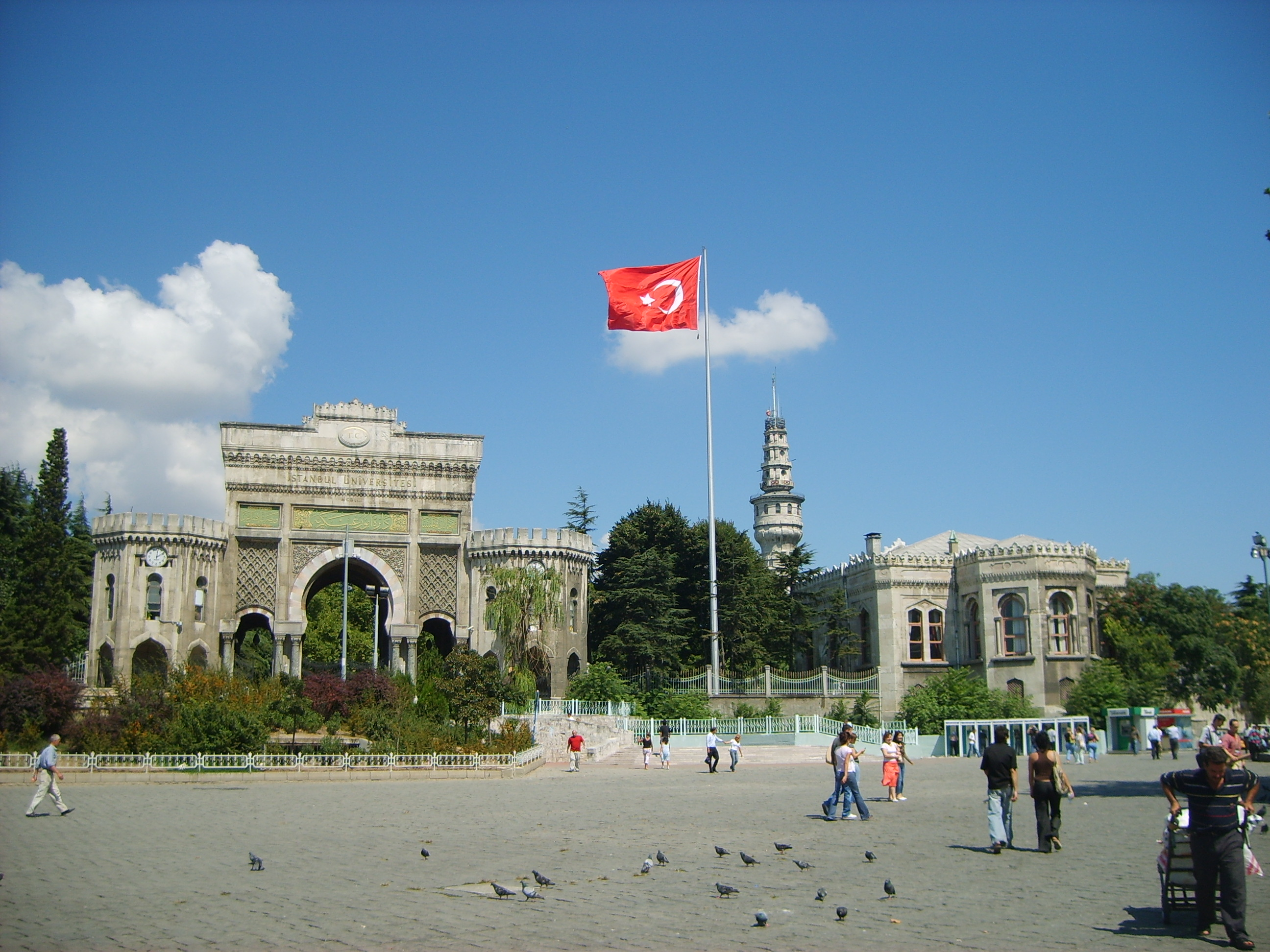
Beyazit-Platz

Der Bombenanschlag in Istanbul am 7. Juni 2016 forderte elf Todesopfer, darunter sieben Polizisten und vier Zivilisten, sowie 36 Verletzte. Zu dem Anschlag bekannte sich wenige Tage später die Terrororganisation Freiheitsfalken Kurdistans (TAK). Es handelte sich um einen Selbstmordanschlag, den eine junge Frau aus Kızıltepe durchführte. Die TAK veröffentlichten wenige Tage nach dem Bekenntnis ihre Identität. Nach Freigabe durch die Behörden wurde die Attentäterin  beerdigt. Ihren Sarg bedeckte die Fahne der PKK.

## Tathergang

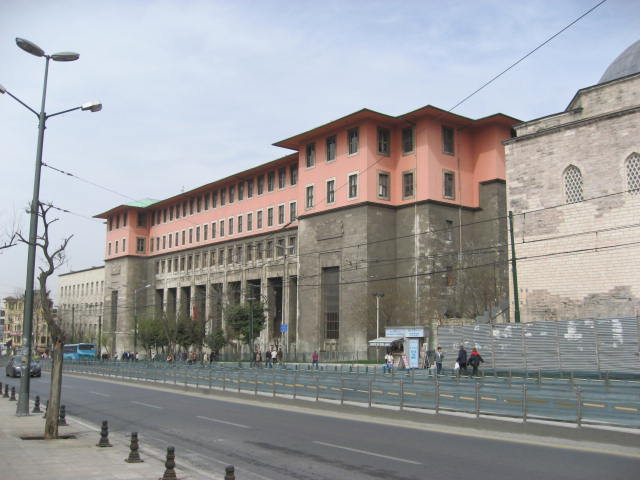
Gebäude der geisteswissenschaftlichen Fakultäten der Universität Istanbul

Gegen 8:40 Uhr Ortszeit (7:40 Uhr MESZ) explodierte vor der Istanbuler U-Bahn-Station Vezneciler im Stadtteil Fatih, unweit der Rückseite des Gebäudes der geisteswissenschaftlichen Fakultäten der Universität Istanbul und des Beyazit-Platzes, eine Autobombe in einem parkenden Fahrzeug, als ein Polizeibus während einer Wachablösung vorbeifuhr.

## Reaktionen
Kurz nach dem Anschlag wurde, wie in der Türkei in solchen Fällen üblich, eine Nachrichtensperre verhängt. Die örtlichen Sicherheitskräfte nahmen im Laufe des Nachmittages vier Tatverdächtige fest, die das tatgegenständliche Fahrzeug angemietet haben sollen.
In der Politik gab es – ohne Erkenntnisse der Ermittlungsbehörden abzuwarten – verschiedene Schuldzuweisungen. Der türkische Präsident Erdoğan machte die verbotene kurdische Arbeiterpartei PKK für den Anschlag, zu dem sich zu diesem Zeitpunkt noch niemand bekannt hatte, verantwortlich. Die regierungsnahe türkische Zeitung Güneş gab am Folgetag der Politik Deutschlands in der Armenierfrage die Schuld an dem Anschlag.